# كارولاينا جين
كارولاينا جين (بالإسبانية: Carolina Jane)‏ هي عارضة إسبانية وفنزويلية، ولدت في 29 أغسطس 1996.